# Góra lodowa B-15

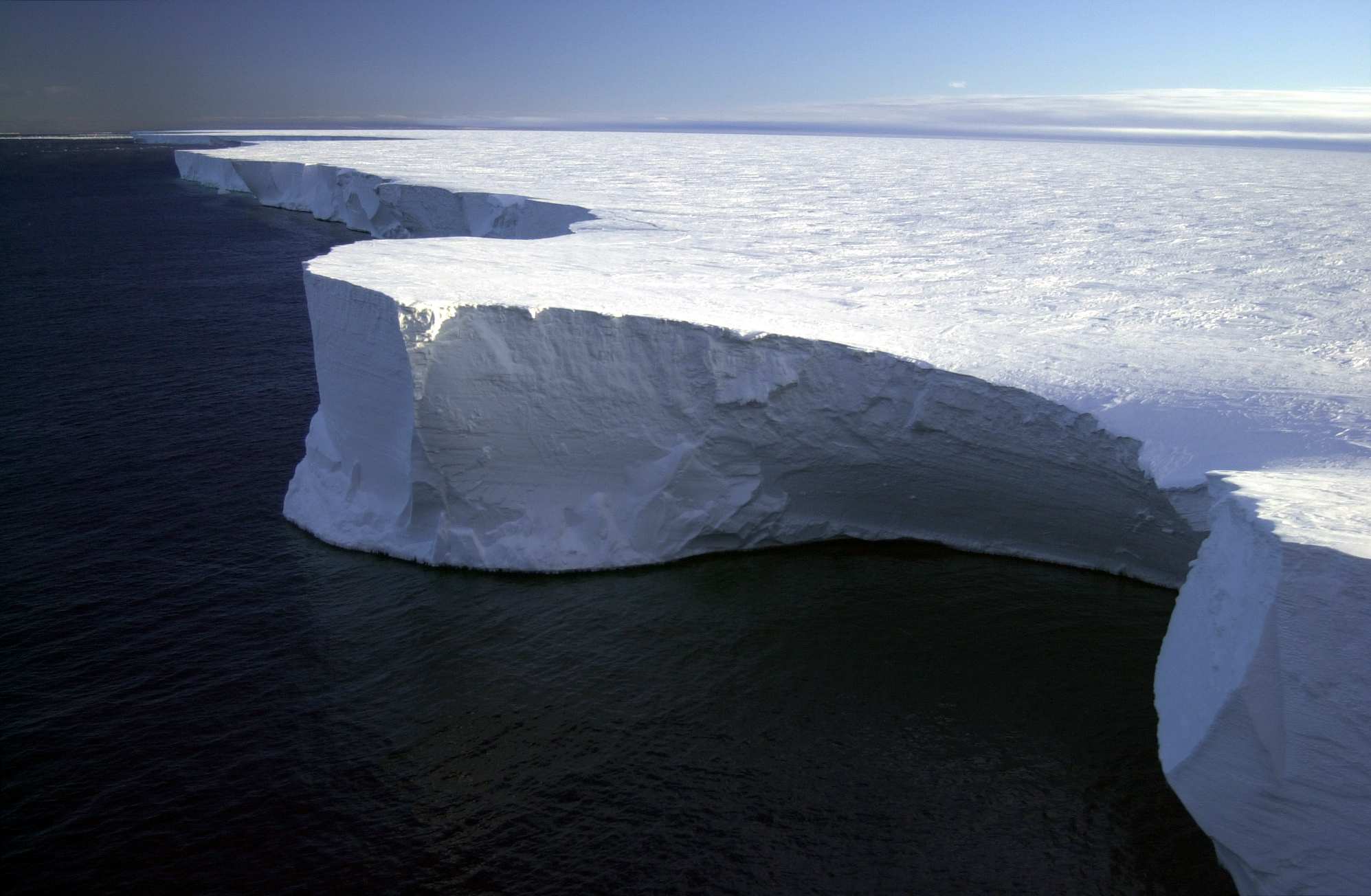
Północny skraj góry lodowej B-15A w 2001 roku

Góra lodowa B-15 (ang. Iceberg B-15) – największa zaobserwowana satelitarnie dotąd góra lodowa. Powstała w kwietniu 2000 roku. W chwili powstania miała 275 km długości i 40 km szerokości, a jej powierzchnia wynosiła ok. 11 000 km², co czyniło ją porównywalną z Jamajką.

## Historia

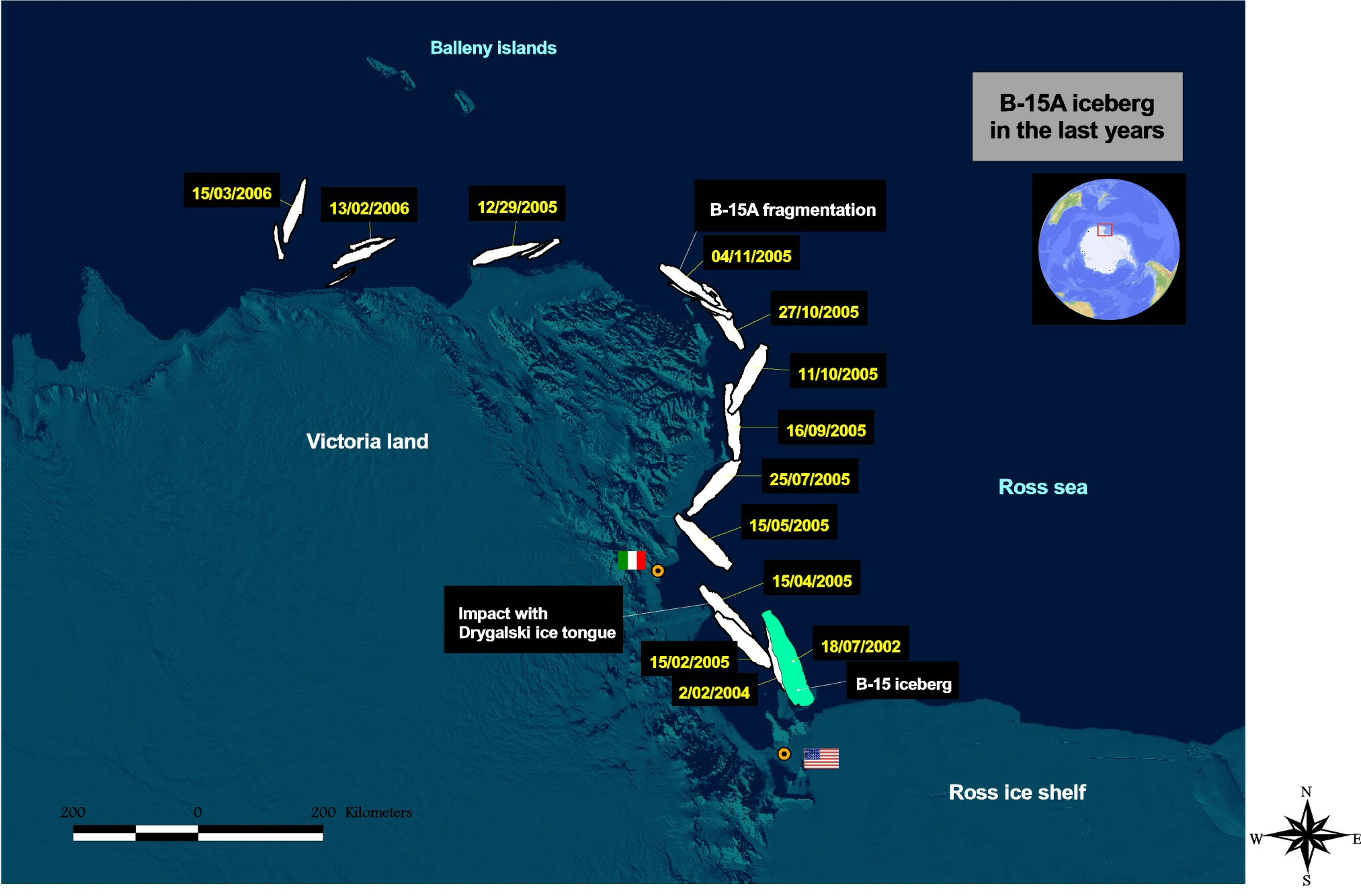
Dryf wyspy lodowej B15 i jej fragmentów w latach 2002-2006

Góra oderwała się z Lodowca Szelfowego Rossa na Antarktydzie, w pobliżu Wyspy Roosevelta. W ciągu następnych lat oderwały się od niej mniejsze kawałki, pozostawiając główną część nazwaną B-15A. Ta góra lodowa rozpadła się w 2005, po wpłynięciu na płyciznę w pobliżu Przylądka Adare’a. Główna część opuściła Morze Rossa i odpłynęła niesiona Prądem Wiatrów Wschodnich, dzięki czemu dostęp do bazy McMurdo stał się łatwiejszy niż w poprzednich latach. W następnych latach wciąż obserwowano jej duże fragmenty dryfujące w Oceanie Południowym. W 2015 największy pozostały fragment, B-15T, miał wymiary 52 × 13 km. W 2017 roku fragmenty B-15T i B-15Z okrążywszy Antarktydę Wschodnią dotarły do Morza Weddella; naukowcy spodziewają się, że Prąd Wiatrów Zachodnich płynący przez Cieśninę Drake’a uniemożliwi im dalszy dryf na zachód i wypchnie na północ od wód polarnych, gdzie szybko stopnieją. W 2018 roku zaobserwowano rozpad fragmentu B-15Z, który minął Georgię Południową i dryfował dalej ku równikowi.